# 시스이정
시스이정(일본어: 酒々井町)은 일본 지바현 북부 중앙에 위치한 인바군의 정이다.

## 역사
- 1889년 4월 1일 - 인바군 시스이정이 탄생하였다.
- 1897년 - 철도가 개통하였다.
- 1971년 - 주택 단지의 조성이 시작되었다.
- 2002년 - 사쿠라시와의 합병이 주민 투표에 의해 부결되었다.

## 인구
| 연도 | 인구   | ±%      |
| ---- | ------ | ------- |
| 1920 | 4,338  | —       |
| 1930 | 4,507  | +3.9%   |
| 1940 | 4,611  | +2.3%   |
| 1950 | 6,279  | +36.2%  |
| 1960 | 6,093  | −3.0%   |
| 1970 | 6,259  | +2.7%   |
| 1980 | 12,807 | +104.6% |
| 1990 | 19,298 | +50.7%  |
| 2000 | 21,385 | +10.8%  |
| 2010 | 21,235 | −0.7%   |

## 교통

### 철도
- 동일본 여객철도
  - 나리타선: 시스이역
  - 소부 본선: 미나미시스이역

- 게이세이 전철
  - 본선

### 도로
- 히가시칸토 자동차도
- 국도 51호선
- 국도 296호선(일본어판)